# Білогорськ (смт)
Білого́рськ (рос. Белогорск) — селище міського типу у складі Тісульського округу Кемеровської області, Росія.

## Населення
Населення — 3278 осіб (2010; 3540 у 2002).